# Cascada Ulaan Tsutgalan
La cascada Ulaan Tsutgalan és una cascada del riu Ulaan, que desemboca al riu Orkhon, a la Província d'Övörkhangai de Mongòlia.
L'alçada de la cascada és de 24 metres i la seva amplada és de 10 metres, la qual cosa la converteix en la cascada més ampla de Mongòlia. Es troba a 135 km al sud de Kharkhorin. La cascada d'Ulaan Tuttalang és una de les principals destinacions turístiques de Mongòlia.

## Ubicació
Com que les muntanyes estan a prop dels rius a la capçalera del riu Orkhon, després de fortes pluges i pluges lleugeres que duren dies, l'aigua de les muntanyes baixa ràpidament i l'aigua del riu Orkhon augmenta significativament en poques hores i s'inunda. En aquest moment, l'aigua de la cascada del riu Orkhon puja a la part superior de la cascada, augmentant la seva alçada d'un a dos metres. L'amplada de la cascada d'Ulaan Tuttalan de vegades arriba als 60 metres.

## Esports

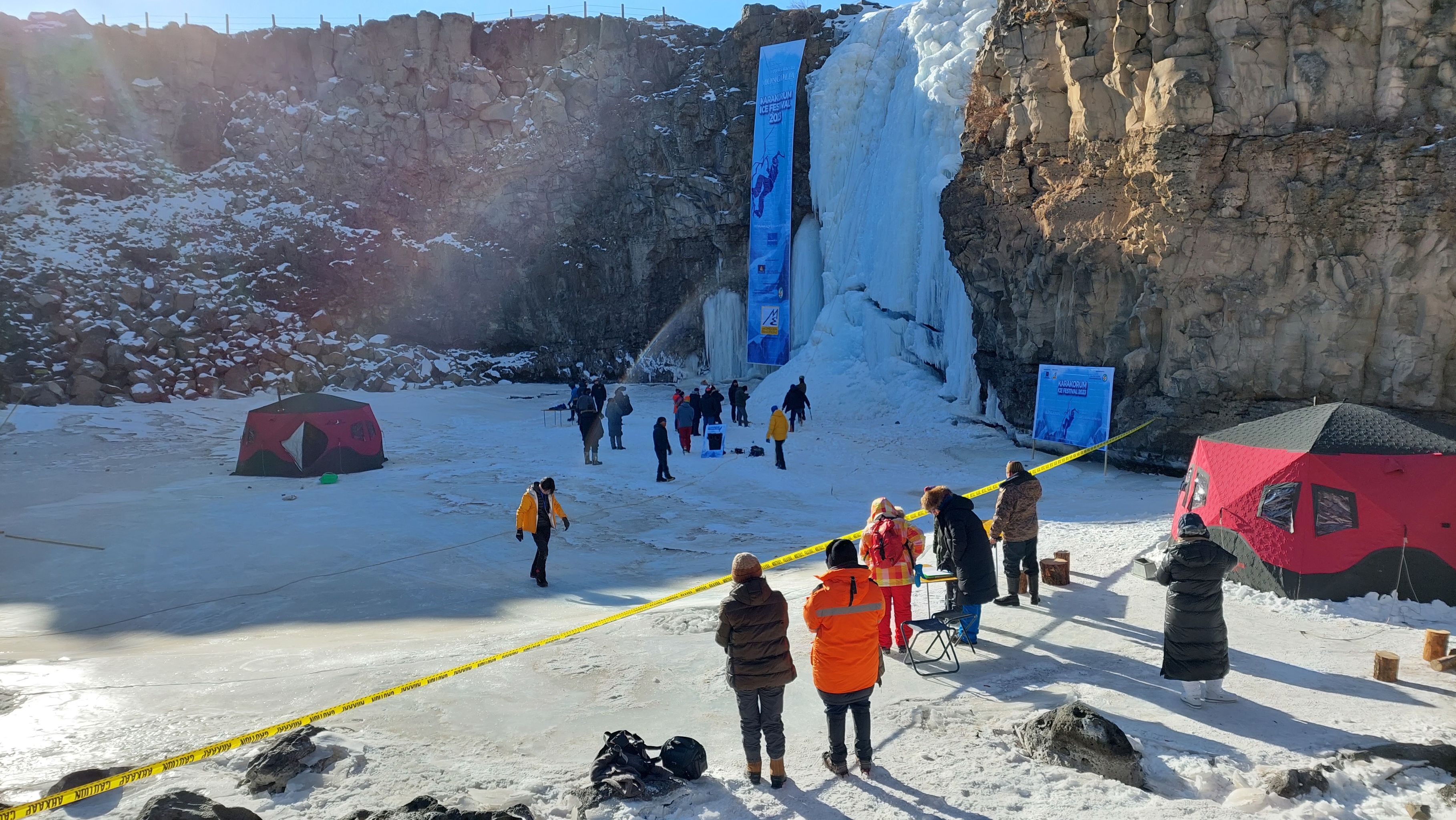
Competició d'escalada en gel de l'afluent d'Ulaan

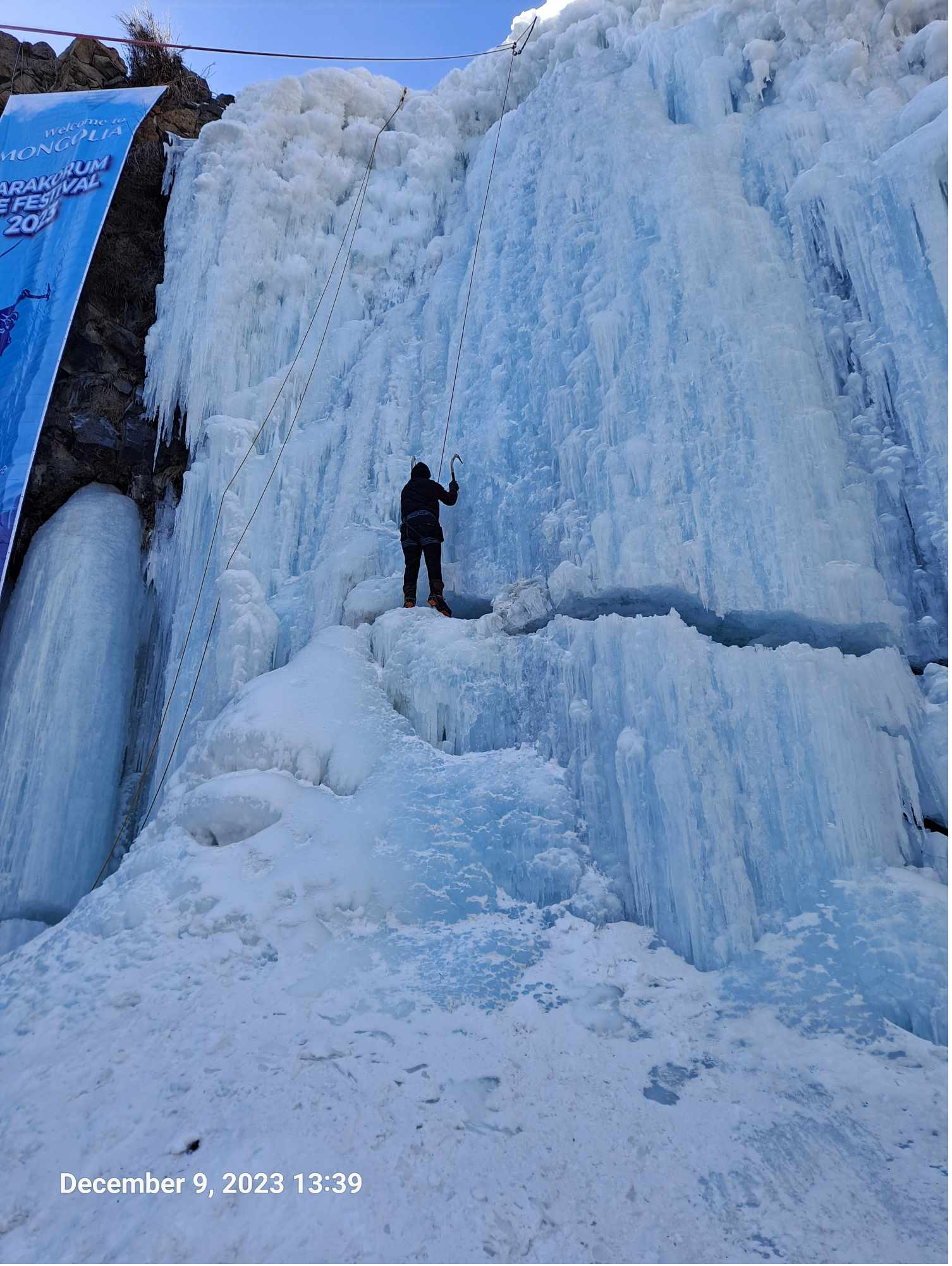
Competició d'escalada en gel de l'afluent d'Ulaan

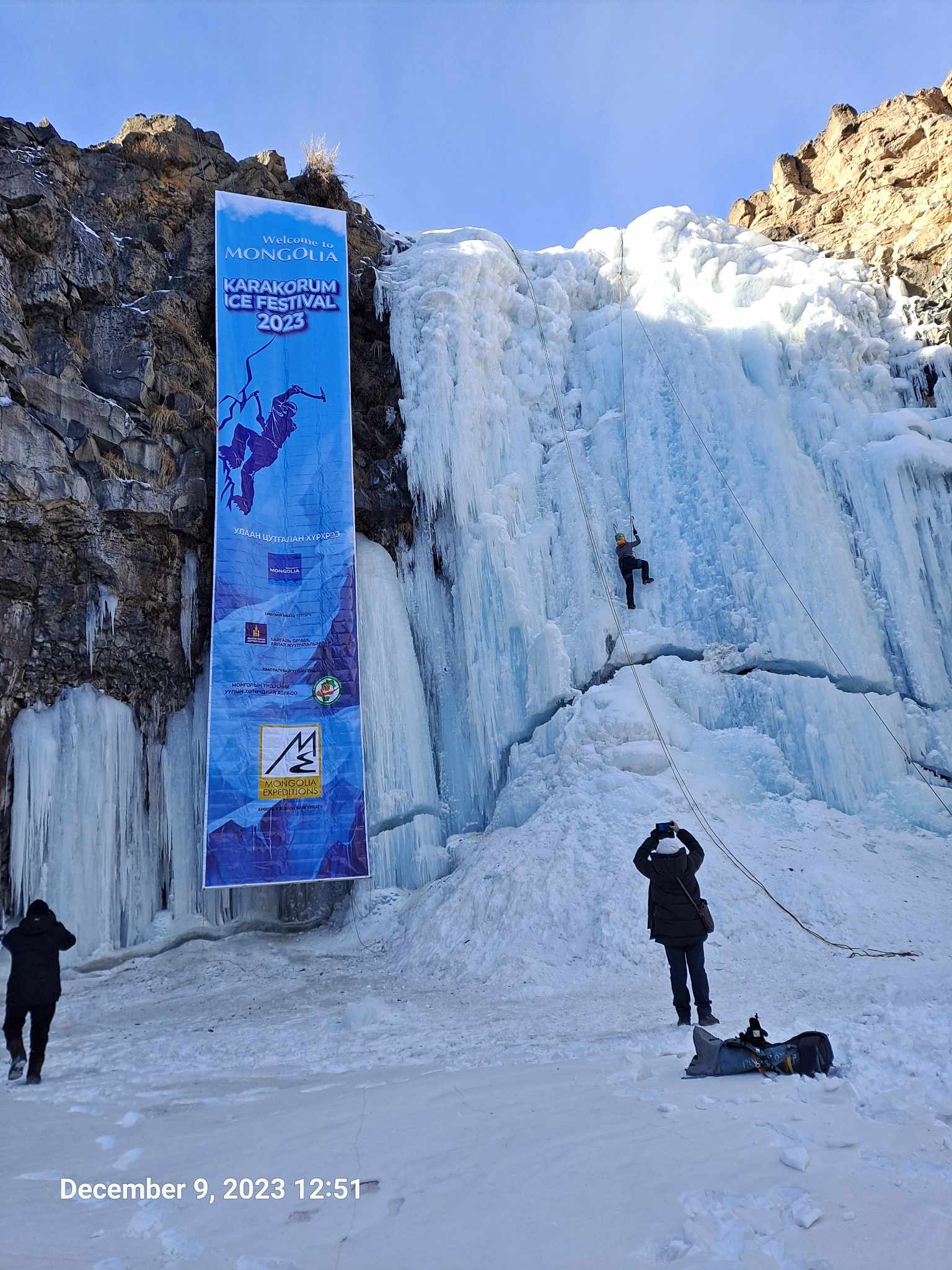
Competició d'escalada en gel de l'afluent d'Ulaan

Cada hivern se disputa la competició internacional d'escalada en gel del Kharkhorin Festival a l'afluent d'Ulaan.